# Wikipédia en pampangue
Wikipédia en pampangue (en pampangue : Wikipediang Kapampángan) est l'édition de Wikipédia en pampangue (ou kapampangan), langue philippine parlée dans l'île de Luçon aux Philippines. Elle est lancée en juin 2005,,. Son code est : pam.
Au 23 mars 2025, l'édition en pampangue contient 10 076 articles et compte 22 884 contributeurs, dont 31 contributeurs actifs et 2 administrateurs.

## Présentation

Aire de diffusion des langues philippines.
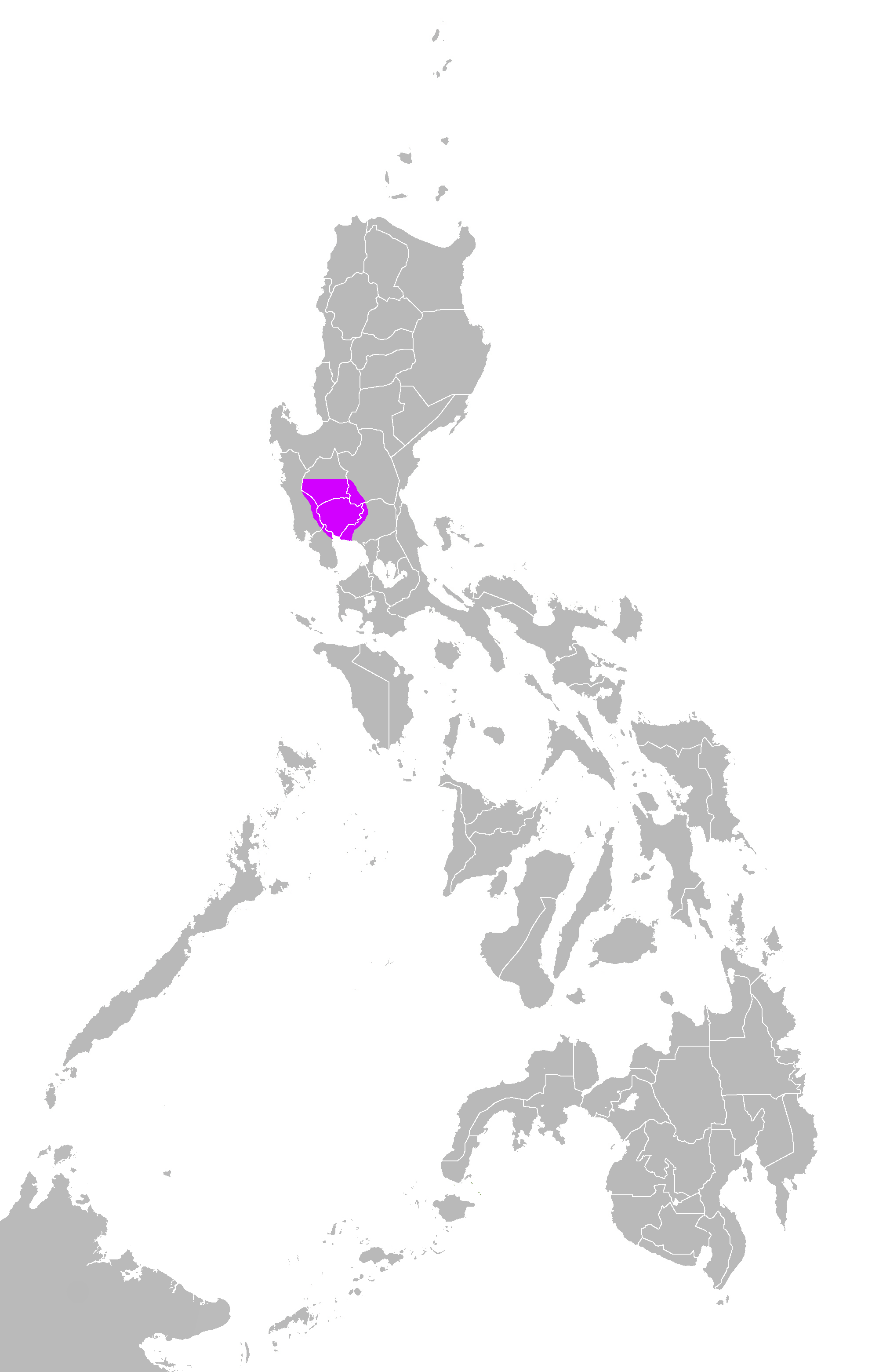
Aire de diffusion du pampangue.

## Statistiques
- En février 2009, l'édition en pampangue compte quelque 6 100 articles et 1 300 utilisateurs enregistrés.
- Le 26 octobre 2022, elle contient 8 847 articles et compte 19 616 contributeurs, dont 25 contributeurs actifs et 2 administrateurs.
- Le 3 septembre 2024, elle contient 9 830 articles et compte 21 983 contributeurs, dont 32 contributeurs actifs et 2 administrateurs.
- Le 23 mars 2025, elle contient 10 076 articles et compte 22 884 contributeurs, dont 31 contributeurs actifs et 2 administrateurs.